# Mai 1917 (guerre mondiale)
avril 1917 - mai 1917 - juin 1917
- 3 mai : 
  - Lors de la seconde bataille de la Scarpe, les britanniques ne parviennent pas à percer le front allemand.
  - Constitution du corps expéditionnaire américain en Europe.

- 4 mai : 
  - échec de l'offensive Nivelle au Chemin des Dames.

- 6 mai : 
  - quarante-septième et dernière victoire aérienne du capitaine Albert Ball, premier grand as britannique.

- 15 mai : 
  - Remaniements du haut-commandement français : Philippe Pétain remplace Nivelle comme commandant en chef des armées françaises après sa démission. Foch est nommé chef d’état-major.
  - Succès de la marine austro-hongroise dans le canal d'Otrante : le barrage d'Otrante est forcé par les unités lourdes austro-hongroises et allemandes.

- 17 mai : 
  - Conférence germano-austro-hongroise de Kreuznach : la première rencontre officielle des deux empereurs, Guillaume II et Charles Ier, se solde par un échec des pourparlers, le Reich souhaitant poursuivre la guerre et la double monarchie aspirant à se retirer du conflit.
  - Le sous-marin allemand UB-39 est coulé par le bateau-piège britannique Glen.

- 18 mai :
  - Annonce du premier ministre canadien Borden, rendant public le caractère obligatoire du service au front pour les militaires canadiens.

- 20 mai : 
  - développement d'un mouvement important de mutineries dans l'armée française, touchant 68 des 112 divisions ; 629 soldats sont jugés et condamnés et 50 d’entre eux sont exécutés.
  - le sous-marin allemand  U-36 est attaqué et coulé par l'aviation britannique.

- 24 mai : 
  - Demande du gouvernement français à l'administration Wilson de planifier la fourniture de 5 000 pilotes et de 4 500 avions pour le printemps 1918.

- 25 mai : 
  - Important raid aérien allemand au Royaume-Uni. 24 avions de type Gotha bombardent Folkestone.

- 30 mai : 
  - Déclaration de Mai présentée au Reichsrat de Vienne par Anton Korošec qui demande la réunification de tous les Slaves du sud de la monarchie en une unité autonome.